# Bór (Sanka)
Bór – przysiółek wsi Sanka w Polsce, położony w województwie małopolskim, w powiecie krakowskim, w gminie Krzeszowice.
W latach 1975–1998 przysiółek administracyjnie należał do województwa krakowskiego.
Przysiółek znajduje się na północno-wschodnich krańcach wsi, przy przysiółku Baczyn. Dzieli się na Bór oraz Pod Borem.